# Edward Max Nicholson
Edward Max Nicholson (Kilternan, Irlanda, 12 de julho de 1904 - 26 de abril de 2003) foi um ambientalista, ornitólogo e internacionalista pioneiro e fundador do World Wildlife Fund.

## Publicações selecionadas
- Birds in England (1926)
- How Birds Live (1927)
- The Art of Bird-Watching (1931)
- The Humanist Frame (1961) (contribution)
- The System: The Misgovernment of Modern Britain (1967)
- The Environmental Revolution : A Guide for the New Masters of the World (1970)